# Reprezentacja Włoch w koszykówce kobiet
Reprezentacja Włoch w koszykówce kobiet - drużyna, która reprezentuje Włochy w koszykówce kobiet. Za jej funkcjonowanie odpowiedzialny jest Włoski Związek Koszykówki.